# Courmayeur
Courmayeur är en stad och kommun i Aostadalen i Italien. Den ligger vid foten av berget Mont Blanc. Courmayeur gränsar till kommunerna La Salle, La Thuile, Morgex, Pré-Saint-Didier, Saint-Rhémy-en-Bosses samt Frankrike och Schweiz. 
Kommunen hade 2 779 invånare (2017) och har italienska och franska som officiella språk. Orten är berömd som vintersportort och är ett centrum för klättring.
Museo Alpino Duca degli Abruzzi i Courmayeur visar historiska föremål från bergbestigning och alpin klättring. Museets samlingar omfattar många föremål från expeditioner under ledning av Luigi Amedeo av Savojen, Hertig av Abruzzerna.
Mont Blanc-tunneln förbinder Courmayeur med Chamonix i Frankrike. Funivie Monte Bianco är en linbana från Courmayeur till Rifugio Torino och Punta Helbronne. Linbanan fortsätter till Aiguille du Midi i Frankrike.